# Benedicto Pereira
Benedicto Pereira ist ein ehemaliger brasilianischer Fußballspieler auf der Position eines Mittelfeldspielers.

## Karriere
Benedicto Pereira spielte von 1976 bis 1979 bei Independiente de Cauquenes. 1979 wurde Eugenio Jara Trainer des Klubs und das Team qualifizierte sich zusammen mit den Santiago Wanderers, Audax Italiano und Deportes Arica für die Aufstiegsrunde. Diese Liguilla war das einzige Mal, dass der Klub kurz vor dem Aufstieg in die Primera División stand. 1980 folgte Pereira Trainer Jara zum CD Magallanes, wo er die erinnerungswürdige Ära der Los Comandos mitprägte. Diese endete damit, dass die Magallanes 1985 an der Copa Libertadores teilnahmen und im Estadio Centenario von Montevideo mit 1:0 gegen Bella Vista gewannen. 1989 beendete Pereira seine Karriere bei der Albiceleste aus der Hauptstadt Chiles.